# Хлопководство в Кыргызстане
Хлопководство в Кыргызстане относится к отраслям сельского хозяйства, ориентированным на сырьевой экспорт.

## Досоветский период
На территории современного Кыргызстана выращивали хлопок ещё в начале XX века. Развитию отрасли способствовало проникновение капиталистических отношений в местную экономику. Хлопок в 1910-е годы выращивали в южной части нынешней территории республики. Так, в 1915 году в Ошском уезде хлопковый клин составлял более 10 % от общей посевной площади — 15 796 из 153 489 десятин.

## Советский период
Постепенно посевы хлопка в Кыргызстане росли. В 1960—1980-х годах в Ошской и Джалал-Абадской областях сбор хлопка-сырца достигал 210 тысяч тонн, хлопкового волокна — 65 тысяч тонн. Для сбора активно задействовали школьников, которые работали на полях с сентября до ноября-декабря, когда выпадал первый снег. Свыше 60 % продукции шло на экспорт. С 1982 года производство хлопка уменьшалось.
Первый секретарь КП Узбекской ССР Шараф Рашидов на основании того, что урожай узбекистанских хлопкоробов был значительно больше и достигал 5 миллионов тонн, просил у генерального секретаря ЦК КПСС Леонида Брежнева перенаправить сельскохозяйственные субсидии с Киргизской на Узбекскую ССР.
В советский период на территории Киргизской ССР работали четыре хлопкоперерабатывающих комбината.

## Современный период
С распадом СССР хлопководство в Кыргызстане почти сошло на нет, за исключением ряда частных посевов. С 1998 года вновь начался подъём производства, но продлился только шесть лет: с 2004 года хлопководство снова стало снижать показатели — в первую очередь из-за низких закупочных цен.
Хлопок выращивают в основном в малых хозяйствах в южных Джалал-Абадской, Ошской и Баткенской областях в Ферганской долине. Поля располагаются на благоприятной для возделывания высоте 700—1200 метров над уровнем моря.
В 2022 году в республике собрали 75,6 тысячи тонн хлопка-сырца при урожайности 35,4 центнера с гектара.
Отрасль испытывает проблемы, связанные с недостатком государственной поддержки, слабым развитием инфраструктуры, дороговизной техники, низкой стоимостью закупки хлопкового сырья, отсутствием системы его продажи, недостатком квалифицированных специалистов. Кроме того, в Кыргызстане нет собственных перерабатывающих мощностей — сырьё отправляют на переработку в другие государства: в основном в Узбекистан, а также в Россию и Бангладеш.

## Семеноводство и селекция
В Кыргызстане традиционно используется для посевов хлопка сорт «кыргызский-3». Он районирован, отличается высоким выходом хлопкового волокна, невысокой засорённостью посевов, белизной цвета. В 2002 году районировали сорт «кыргызский-5», который демонстрирует более высокую урожайность, характеризуется высоким качеством волокна, устойчивостью к вилту.
Из-за реформирования сельского хозяйства в Кыргызстане многие специализированные семеноводческие предприятия, которые занимались выращиванием семян для хозяйств республики, прекратили существование. К 2016 году их осталось только семь. Кроме того, у семеноводов отнимали орошаемые пашни. В результате производство семян хлопка упало, и хозяйства вынуждены закупать семена, выращиваемые неквалифицированными предприятиями, а также за рубежом — в частности, в Узбекистане. Из-за перекрестного опыления традиционные сорта теряют качества.